# Musei dell'Umbria
Questa lista è suscettibile di variazioni e potrebbe essere incompleta o non aggiornata.

Elenco in ordine alfabetico per province dei musei della regione Umbria:

(per i musei situati in altre regioni vedi: Musei italiani)
Inserire nuovi musei sotto le relative Province. In evidenza i comuni con almeno tre musei segnalati.

## Provincia di Perugia

### Perugia
- Galleria nazionale dell'Umbria
- Museo archeologico nazionale dell'Umbria
- Gipsoteca greca, etrusca e romana
- Museo dell'accademia di belle arti
- Sala dei Notari
- Collegio del cambio
- Collegio della mercanzia
- Museo di Palazzo della Penna
  - Collezione Dottori
  - Collezione Beuys
  - Collezione Martinelli
- Perugia Officina per la Scienza e la Tecnologia
- Museo dell'Opera del Duomo
- Museo storico della Perugina
- Fuseum

### Assisi
- Museo diocesano e cripta di San Rufino
- Museo del tesoro della basilica di San Francesco
- Galleria d'arte contemporanea - Pro Civitate Christiana
- Museo dell'abbazia di San Pietro
- Museo etnografico degli indios dell'Amazzonia
- Museo civico e Foro romano
- Pinacoteca comunale di Assisi
- Museo della Porziuncola di Santa Maria degli Angeli
- Museo di arte contemporanea "Padre Felice Rossetti" di Santa Maria degli Angeli

### Città di Castello
- Centro delle tradizioni popolari a villa Cappelletti
- Fondazione Palazzo Albizzini "Collezione Burri"
- Museo del capitolo del duomo di Città di Castello
- Museo Tela Umbra Palazzo Tommasini ex Bourbon del Monte
- Pinacoteca comunale di Città di Castello
- Raccolta civica di Città di Castello

### Foligno
- Palazzo Trinci
- Pinacoteca civica
- Museo capitolare diocesano
- Museo archeologico
- Museo multimediale dei tornei, delle giostre e dei giochi
- Museo dell'istituzione comunale

### Gubbio
- Pinacoteca e museo archeologico comunale
- Museo diocesano di Gubbio
- Museo della chiesa di Santa Maria Nuova
- Raccolta d'arte del convento di San Francesco
- Museo della torre di Porta Romana

### Spoleto
- Museo Carandente, Palazzo Collicola - Arti visive
- Laboratorio di scienze della terra
- Museo archeologico nazionale di Spoleto
- Museo nazionale del Ducato di Spoleto
- Museo del tessile e del costume
- Museo diocesano di Spoleto
- Pinacoteca comunale di Spoleto
- Casa Menotti

### Altri
- Museo Città di Cannara, Cannara
- Raccolta d'arte di Città della Pieve, Città della Pieve
- Museo della casa contadina, Corciano
- Museo della pievania, Corciano
- Museo regionale della Ceramica, Deruta
- Pinacoteca comunale, Deruta
- Museo civico, Gualdo Tadino
- Museo regionale dell'emigrazione "Pietro Conti", Gualdo Tadino
- Museo Dinamico del Laterizio e delle Terrecotte, Marsciano
- Museo della pesca, Magione
- Complesso museale di San Francesco, Montefalco
- Complesso museale di San Francesco, Montone
- Chiesa di San Francesco, Nocera Umbra
- Raccolta paleontologica, Piegaro
- Raccolta archeologica di Scheggia e Pascelupo, Scheggia e Pascelupo
- Collezione "Straka-Coppa", Spello
- Pinacoteca civica, Spello
- Museo della civiltà contadina, Todi
- Museo civico e pinacoteca comunale, Todi
- Museo del vino, Torgiano
- Museo dell'olivo e dell'olio, Torgiano
- Trevi Flash Art Museum, Trevi
- Complesso museale di San Francesco, Trevi
- Chiesa - museo di Santa Croce, Umbertide
- Centro per l'arte contemporanea, Umbertide

## Provincia di Terni

### Terni
- Caos - Centro Arti Opificio Siri
- Museo d'arte moderna e contemporanea Aurelio De Felice
- Museo archeologico di Terni Archiviato l'11 luglio 2021 in Internet Archive.
- Museo paleontologico di Terni Archiviato il 13 giugno 2021 in Internet Archive.
- Centro Visita e Documentazione Umberto Ciotti di Carsulae

### Orvieto
- Museo archeologico di Orvieto
- Museo Faina
- Museo "E. Greco"
- Museo dell'Opera del Duomo di Orvieto
- Orvieto Vie

### Altri
- Pinacoteca comunale di Amelia, Amelia
- Raccolta comunale archeologica di Amelia, Amelia
- Museo delle mummie, Ferentillo
- Antiquarium di Lugnano in Teverina, Lugnano in Teverina
- Raccolta archeologica di Narni, Narni
- Museo Eroli, Narni
- Raccolta paleontologica e preistorica di Narni, Narni
- Museo di storia naturale di Stroncone, Stroncone
- Sacrario dei caduti di Stroncone, Stroncone